# 1971 en bande dessinée
| Années de la bande dessinée : 1968 - 1969 - 1970 - 1971 - 1972 - 1973 - 1974    |
| Décennies de la bande dessinée : 1940 - 1950 - 1960 - 1970 - 1980 - 1990 - 2000 |

Cet article présente les faits marquants de l'année 1971 en bande dessinée.

## Évènements
- Création de la première chaire d'histoire de la BD à l'université Paris-I, attribuée à Francis Lacassin.
- janvier : Aux États-Unis, sortie de Superman #233 (premier numéro supervisé par Julius Schwartz : Clark Kent devient journaliste télé et Superman n'est plus sensible à la kryptonite), chez DC Comics
- mai-juillet : sortie de Amazing Spider-Man #96-98 (publication d'une intrigue présentant la drogue sous un jour négatif et inquiétant, et ce sans le sceau du Comics Code Authority), chez Marvel Comics
- juin : sortie de House of Secrets #92 (première apparition de Swamp Thing), chez DC Comics
- Georges Raby publie dans Culture vivante un article intitulé « Le printemps de la bande dessinée québécoise » qui marque un tournant de la BDQ.

## Nouveaux albums
Voir aussi : Albums de bande dessinée sortis en 1971

### Franco-Belge
| Sortie | Titre       | Scénariste | Dessinateur | Coloriste | Éditeur |
| ------ | ----------- | ---------- | ----------- | --------- | ------- |
| ?      | à compléter |            |             |           |         |
| ?      | …           |            |             |           |         |

### Comics
| Sortie | Titre       | Scénariste | Dessinateur | Coloriste | Éditeur |
| ------ | ----------- | ---------- | ----------- | --------- | ------- |
| ?      | à compléter |            |             |           |         |
| ?      | …           |            |             |           |         |

### Mangas
| Sortie | Titre       | Scénariste | Dessinateur | Coloriste | Éditeur |
| ------ | ----------- | ---------- | ----------- | --------- | ------- |
| ?      | à compléter |            |             |           |         |
| ?      | …           |            |             |           |         |

## Naissances

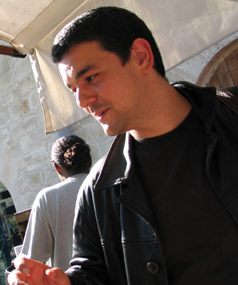
Joann Sfar

- 21 janvier : Steve Cuzor ; Jean-Michel Ferragatti, historien de la bande dessinée américaine (comic) et scénariste
- 21 février : Christian Hojgaard, dessinateur danois
- 3 mars : Sandro
- 5 mars : Jean-Jacques Dzialowski
- 19 mars : Olivier Boiscommun
- 28 mars : Julien/CDM
- mars : Grun
- 8 avril : Nicolas Guénet
- 21 avril : Michael Turner, auteur de comics
- 7 mai : Gildo, dessinateur
- 8 mai : Shaolin
- 23 mai :
  - Olivier Brazao, dessinateur
  - Andrea Di Vito, dessinateur de comics
- 30 juin : Boris Beuzelin
- 21 août : Juan Jose Ryp, dessinateur espagnol
- 28 août : Joann Sfar, dessinateur et scénariste français (Le Chat du rabbin, Donjon, Petrus Barbygère)
- 8 octobre : Yoann, auteur français (Toto l'ornithorynque, Donjon Monsters)
- 27 octobre : Thierry Démarez, dessinateur
- 3 novembre : Raphaël Drommelschlager
- 2 décembre : Frank Cho, auteur de comics
- 14 décembre : John Cassaday, dessinateur de comics
- Sébastien Tanguy, dessinateur et coloriste français ; Alexis Racunica, dit Alex Nikolavitch, scénariste et traducteur français (Alcheringa, Central zéro, Spawn : Simonie) ; Denys Quistrebert, dessinateur français (Comptine d'Halloween, Dans la nuit) ; Ashley Wood, auteur australien de comics ; Mike S. Miller, auteur de comics ; Olivier Bramanti ; Richard Di Martino ; Dame Darcy

## Décès
- 6 juillet : Orrin C. Evans, auteur de comics
- 24 juillet : Lou Fine
- Lev Gleason (éditeur de comics)